# Bulbostylis truncata
Bulbostylis truncata là một loài thực vật có hoa trong họ Cói. Loài này được (Nees) M.T.Strong mô tả khoa học đầu tiên năm 1993.